# Сандак

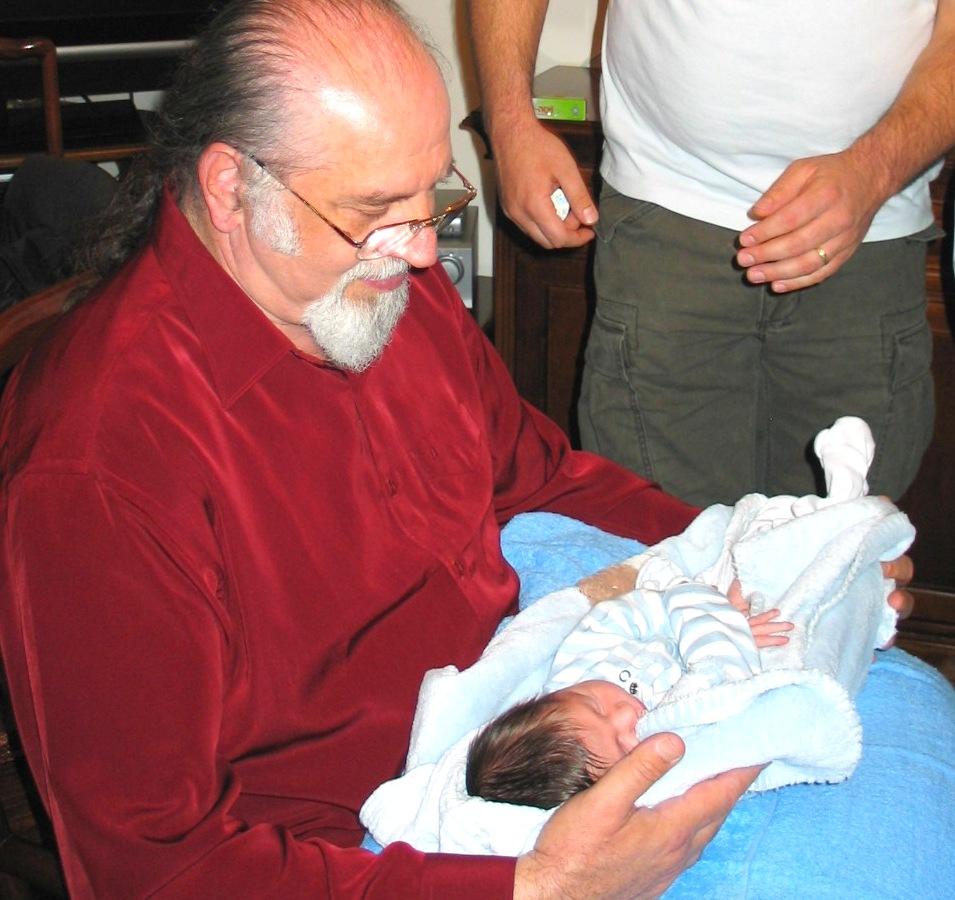
Сандак держит младенца во время обрезания

Сандак — тот, кто держит ребенка, когда ему делают обрезание. В иудаизме аналог крёстных родителей. В момент обрезания сандак держит младенца на руках (а если обрезание делают взрослому человеку, сандак держит голову пациента).

## Термин
Слово «сандак» встречается в поздних Мидрашах (X—XIII вв.), например «Ялкут Шимони». Происхождение термина точно не установлено, возможно, от греческого си́ндикос — «защитник», «заступник», или синтекно́с — «родивший одновременно». В упомянутом Мидраше (к Танаху, гл. 723) приводится высказывание царя Давида: «Колени мои, которыми я исполняю роль сандака во время брит милы…».

## Действие
Перед началом обрезания мальчика кладут на колени одному из присутствующих, торжественно восседающему в кресле, — сандаку. И ребёнок лежит у него на коленях до завершения всей процедуры. Быть сандаком очень почётно. В идеале сандак должен быть праведным человеком, который может служить примером другим. На эту роль приглашают обычно или дедушку ребёнка, или одного из отцов общины или семьи. По обычаю, присутствующие на обряде получают у сандака благословение. Как правило, в дальнейшем сандак опекает младенца.
Функция сандака символизирует некоторые аспекты влияния высших миров на наш мир.